# Качковка (село)
Качко́вка (укр. Качківка, пол. Kaczkówka) — село на Украине, находится в Ямпольском районе Винницкой области.
Код КОАТУУ — 0525682801. Население по переписи 2001 года составляет 1974 человека. Почтовый индекс — 24533. Телефонный код — 4336.
Занимает площадь 5,47 км².

## Религия
В селе действует храм Рождества Пресвятой Богородицы Ямпольского благочиния Могилёв-Подольской епархии Украинской православной церкви.

## Адрес местного совета
24533, Винницкая область, Ямпольский район, с. Качковка, ул. Рутковского, 118